# Pieter Isaacsz

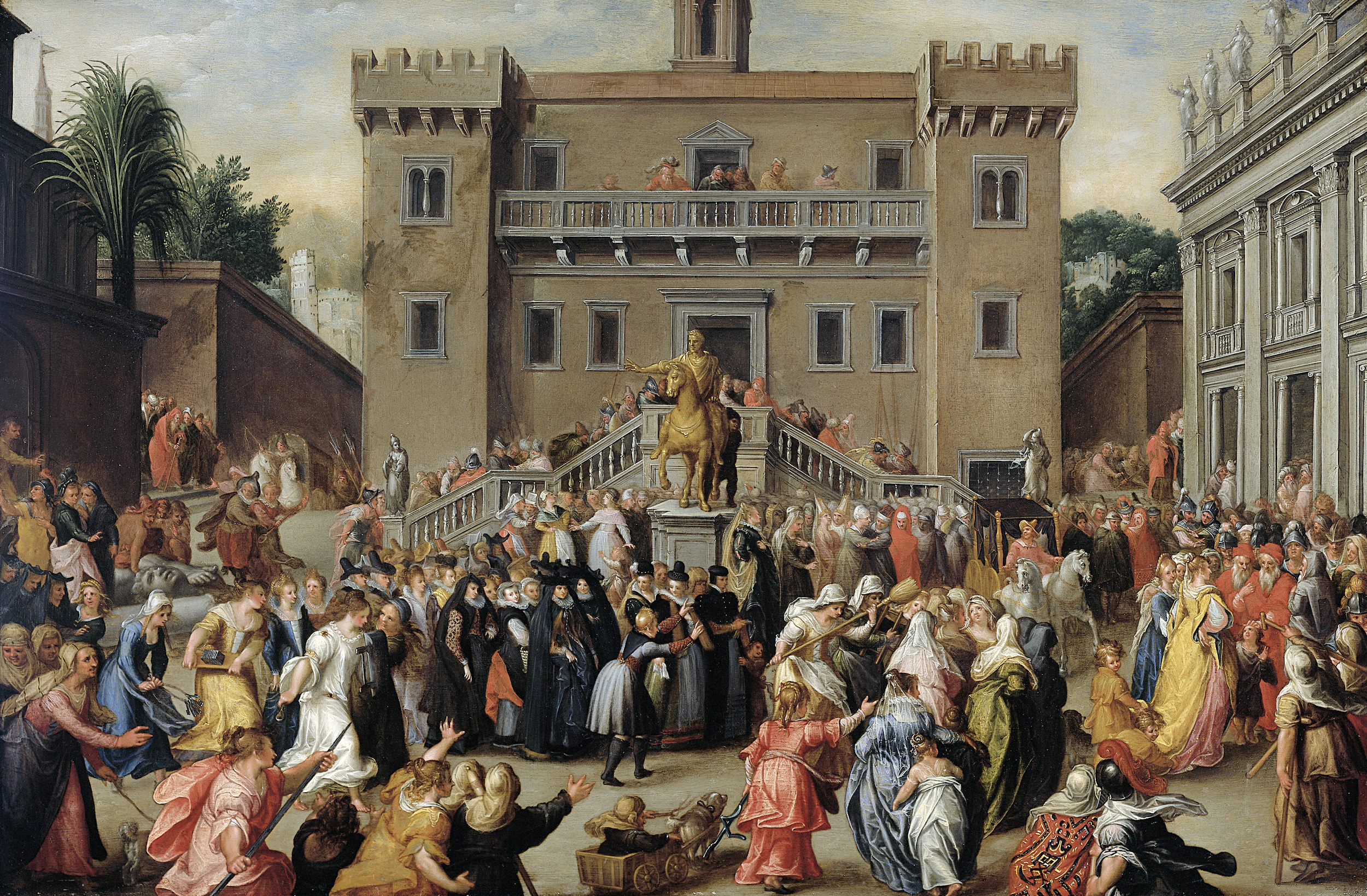
Procesión de mujeres enojadas en Roma después de que el joven Papirus (visible a la derecha entre su madre de amarillo y los senadores de rojo) le contara el rumor de que el Senado decidió que cada hombre podía casarse dos veces (1604).

Pieter Isaacsz (c. 1569, Helsingør – 14 de septiembre de 1625) fue un pintor danés de corte y retrato de origen holandés que trabajó en estilo manierista temas históricos, bíblicos y mitológicos. También fue diseñador de tapices y marchante de arte que espió tanto para los Países Bajos como para Dinamarca y, finalmente, para Suecia. 

## Biografía

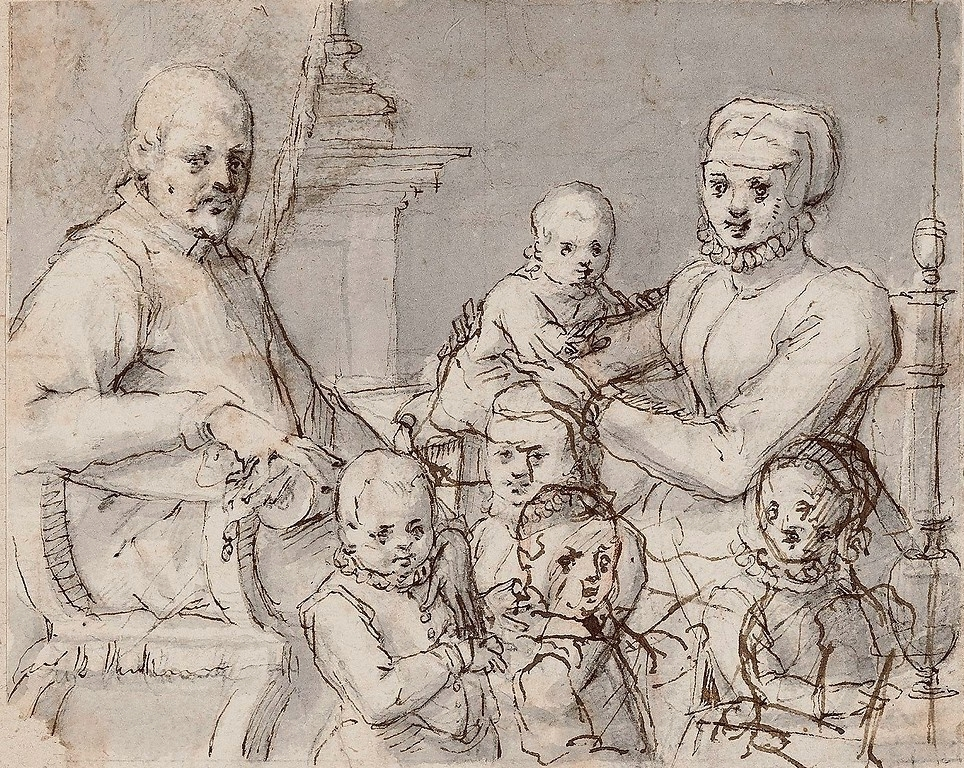
¿Retrato familiar de Isaacsz de su hermano?

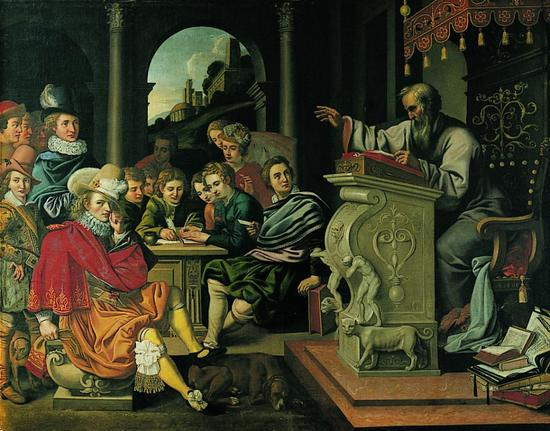
Una conferencia en una academia ecuestre, pintada por Reinhold Timm, que enseñó en Sorø desde 1623, o Pieter Isaacsz para el castillo de Rosenborg; forma parte de una serie de siete cuadros que representan las siete artes liberales, aquí la retórica.

Pieter era hijo de Helena Backer (también conocida como Heyltje Roelofs) y de Isaac Pietersz, un comerciante de Haarlem que primero abastecía a la corte danesa y luego fue nombrado comisario de los Estados Generales de los Países Bajos en el peaje del Sound. Estuvo destinado en Helsingør y ayudó a comerciantes holandeses y daneses en casos legales. Hacia 1578/1580 la familia regresó a Ámsterdam; su padre se volvió a casar en 1581. Según el historiador de arte flamenco Karel van Mander, Pieter Isaacsz pasó un año y medio aprendiendo a pintar bajo la instrucción de Cornelis Ketel. Luego viajó a Italia, donde se convirtió en alumno de Hans von Aachen, a quien siguió en sus viajes por Italia y Alemania.  Pieter y Hans visitaron Venecia y Florencia entre 1585 y 1587 y Roma en 1590. Después regresó a los Países Bajos; su compañero se quedó en Praga al servicio del rey de Bohemia.
En 1593 se casó con Susanna Crayborn de Amberes; La pareja tuvo varias hijas y un hijo, Isaack, cuyo bautismo fue presenciado por Joris Hoefnagel.  Pieter Isaacsz colaboró con Paul Vredeman de Vries, un experto en perspectiva, y con Hendrick de Keyser. Se convirtió en profesor de Pieter Lastman,y de Adriaen van Nieulandt, según Arnold Houbraken.  Después de la Guerra de Kalmar, se le asignó el puesto de su padre (-1615) como inspector general del peaje del Sound en 1617-1625. En 1619, sin embargo, fue criticado por no enviar informes durante dos años.  En 1620 fue designado al servicio sueco de Gustavo II Adolfo o Axel Oxenstierna. Isaacsz fue muy bien recompensado por su trabajo de inteligencia. Los pagos se ocultaban entre los honorarios por los cuadros que enviaba a Suecia. Durante cinco años mantuvo esta doble vida. Isaacsz escribió un total de 58 informes sobre todo tipo de temas, desde planes de construcción militar hasta visitas de diplomáticos extranjeros, el peaje de Sont y muchos cotilleos de la corte. 
Desde 1604, Pieter vivió en Sint Antoniesbreestraat, frente a Zuiderkerk, en una casa llamada "Kronenborg".   Su aventurero hijo, pintor y marchante de arte, fue mencionado en el testamento de junio de 1625.  Tres meses más tarde murió durante el brote de peste de la Gran Guerra del Norte.Fue enterrado en la iglesia de San Olaf, Helsingør.

## Obras
Pieter poseía una copia de una tronie de Tiziano de Dirck Barendsz y pintó varios schuttersstukken con muchos locales del Siglo de Oro holandés. Visitó Dinamarca dos veces como pintor de la corte de Cristián IV.  La primera vez entre 1607 y 1610 trabajó en el gran salón del castillo de Rosenborg, una demostración de la pintura histórica de Ámsterdam en ese momento.Isaacsz hizo buen uso de su posición como comprador de arte real y amuebló los castillos con muchas de sus obras antiguas, que fueron adquiridas a un precio elevado. En cumplimiento de esta tarea estuvo repetidas veces en la República Holandesa, normalmente en compañía de algunos alumnos daneses de cuya formación artística era responsable. La segunda vez vivió en Copenhague y trabajó en el castillo de Frederiksborg. En 1616 regresó a Ámsterdam y compró docenas de cuadros para el rey danés. En 1618, su hermano Johan Pontanus, profesor en Harderwijk, fue nombrado historiador real, con el encargo de escribir una historia de Dinamarca en latín.
Se le recuerda como uno de los primeros artistas que situó al modelo libremente en un paisaje. Sus alumnos fueron Hendrick Avercamp y Huijgh Pietersz. Voskuijl. Su obra más popular fue un óleo sobre cobre con una procesión de mujeres enfurecidas en Roma ante Marco Aurelio al enterarse de que el Senado romano había decidido a favor de la poligamia masculina. La historia procedía de Macrobio. Van Mander describió a continuación varios retratos suyos que admiraba especialmente, entre ellos un retrato de medio cuerpo de Sara Schuyrmans tocando una cítara.
Pieter Isaacsz. fue objeto de una exposición en el Palacio de Frederiksborg en 2007 como el hombre detrás de los retratos más famosos de la colección. Representa una de las figuras más pintorescas de la historia del arte moderno temprano. 

## Colecciones públicas
- Rijksmuseum, Ámsterdam
- Museo de Arte de Basilea, Basilea
- Museo Statens de Arte, Copenhague

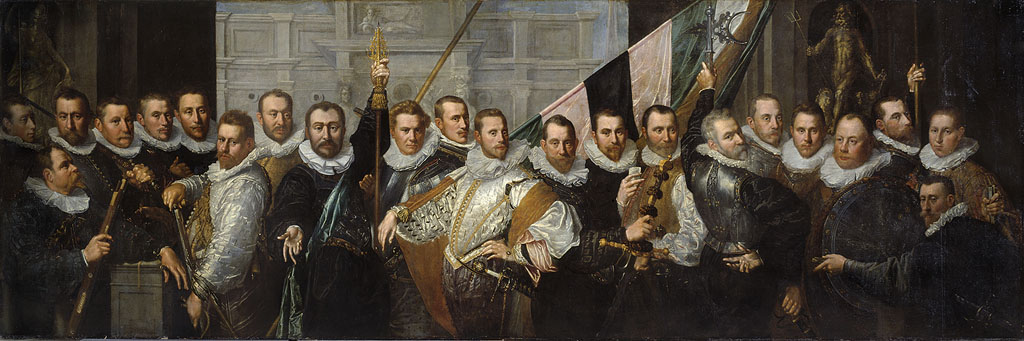
Pieter Isaacsz (1596), guardias cívicos de la compañía del capitán Jacob Gerritsz. Hoing y el teniente Wybrand Appelman (Rijksmuseum)

- Museo Estatal de Baja Sajonia, Hannover
- Palacio de Frederiksborg, Hillerød
- Museo de Bellas Artes, Houston, Texas